# Telefone público
Um telefone público é um aparelho que oferece serviço telefônico tradicional mediante pagamento, geralmente feito com moedas ou cartões telefônicos. Em alguns países pode-se também usar cartões de crédito ou de débito. Normalmente estes aparelhos estão localizados em lugares públicos, como terminais de transporte, esquinas, praças ou centros comerciais. Com o aumento exponencial da telefonia celular nos últimos anos (a partir de meados da década de 1990), os telefones públicos têm sido cada vez menos utilizados, pois sua manutenção, se comparada aos ganhos obtidos com seu uso, é cara, principalmente em razão do vandalismo, para além da utilização maciça dos telemóveis/celulares os terem tornado menos utilizados, embora evidentemente ainda sejam necessários em momentos em que o telefone móvel descarrega. 

## Galeria de telefones públicos

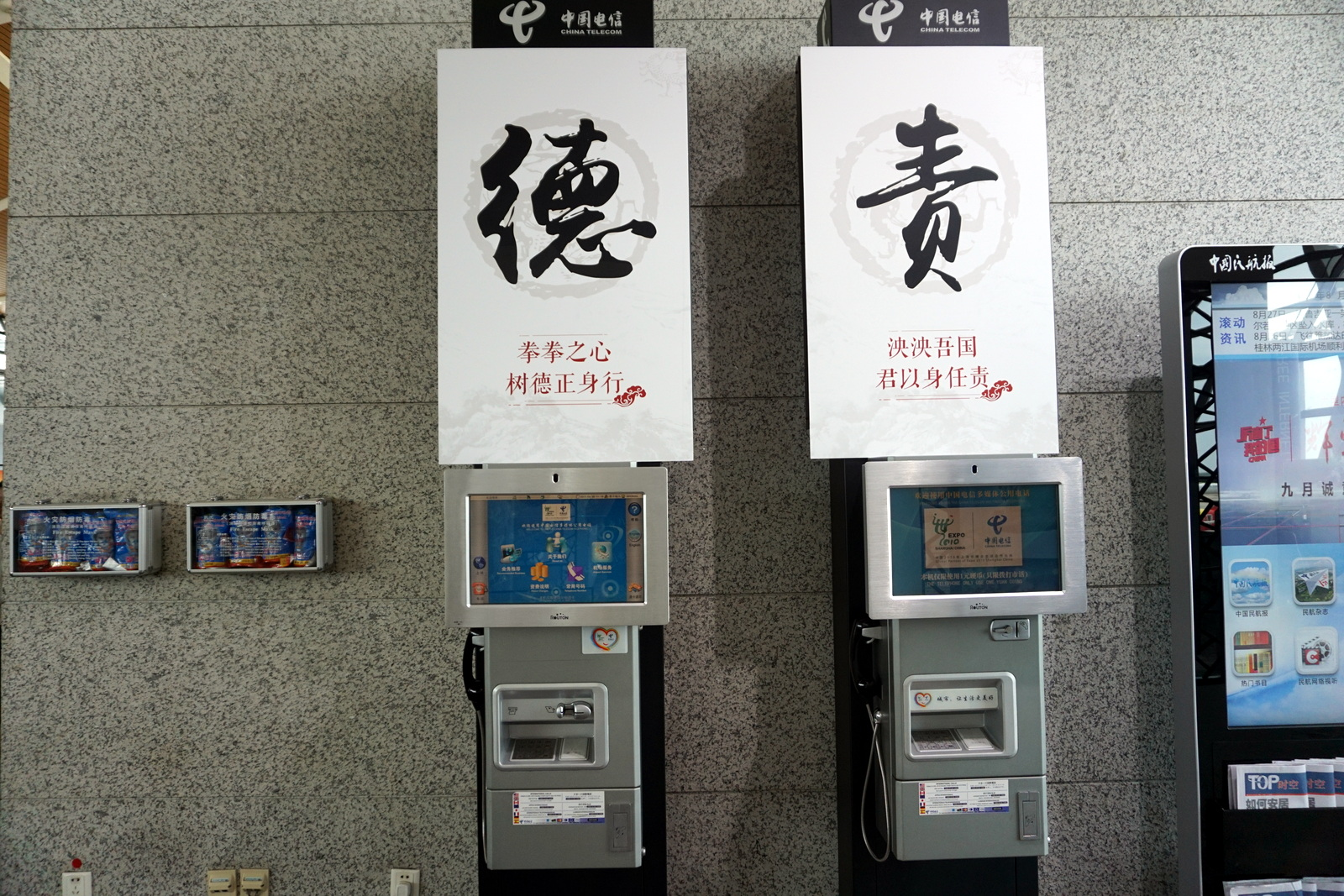
Telefone público na China com navegador integrado
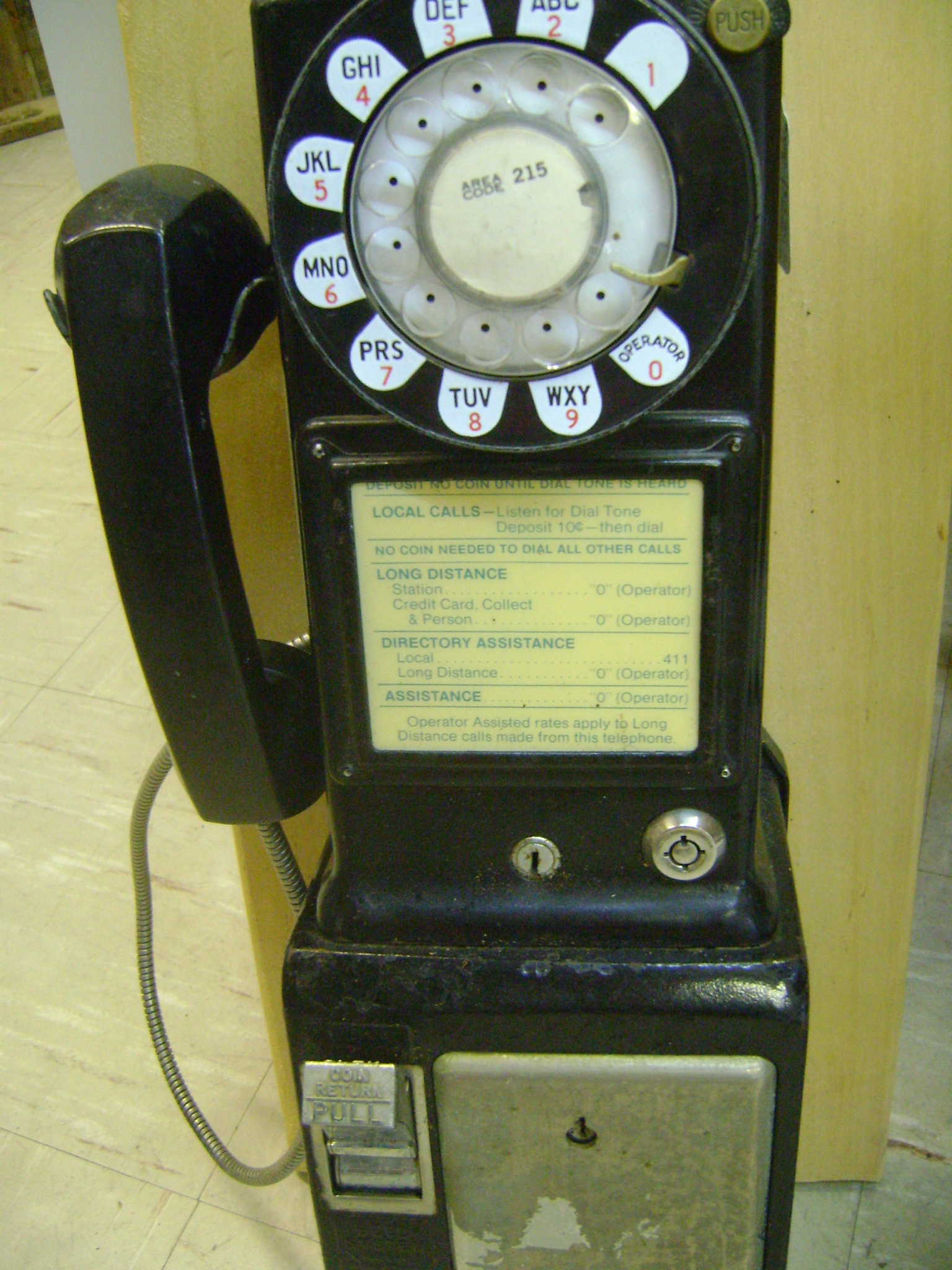
Telefone público antigo (Estados Unidos)
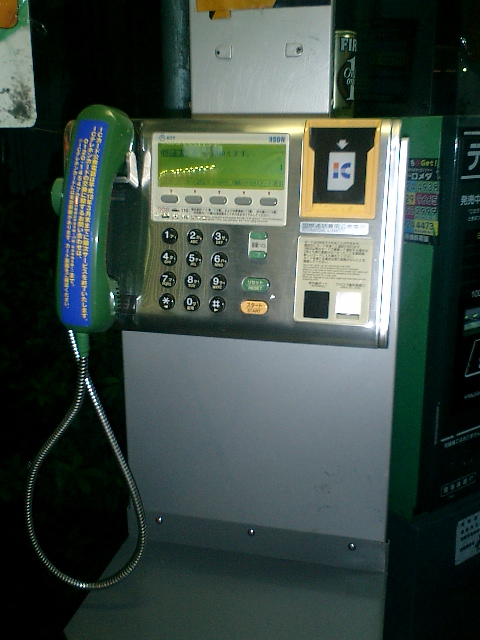
Telefone público no Japão. Este tipo de telefone público foi retirado da cidade devido à descontinuação do Cartão IC.
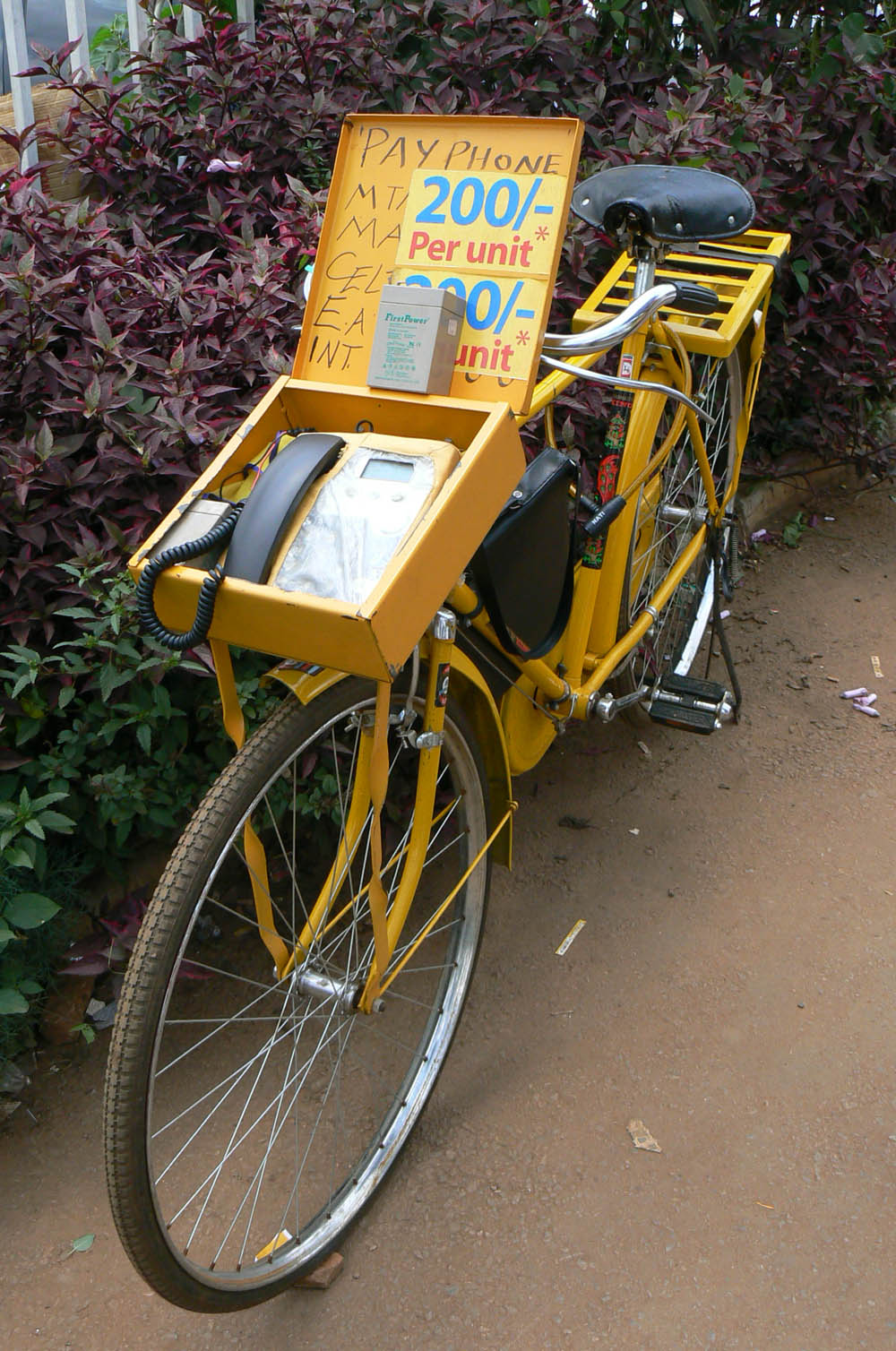
Telefone público de bicicleta em Uganda.
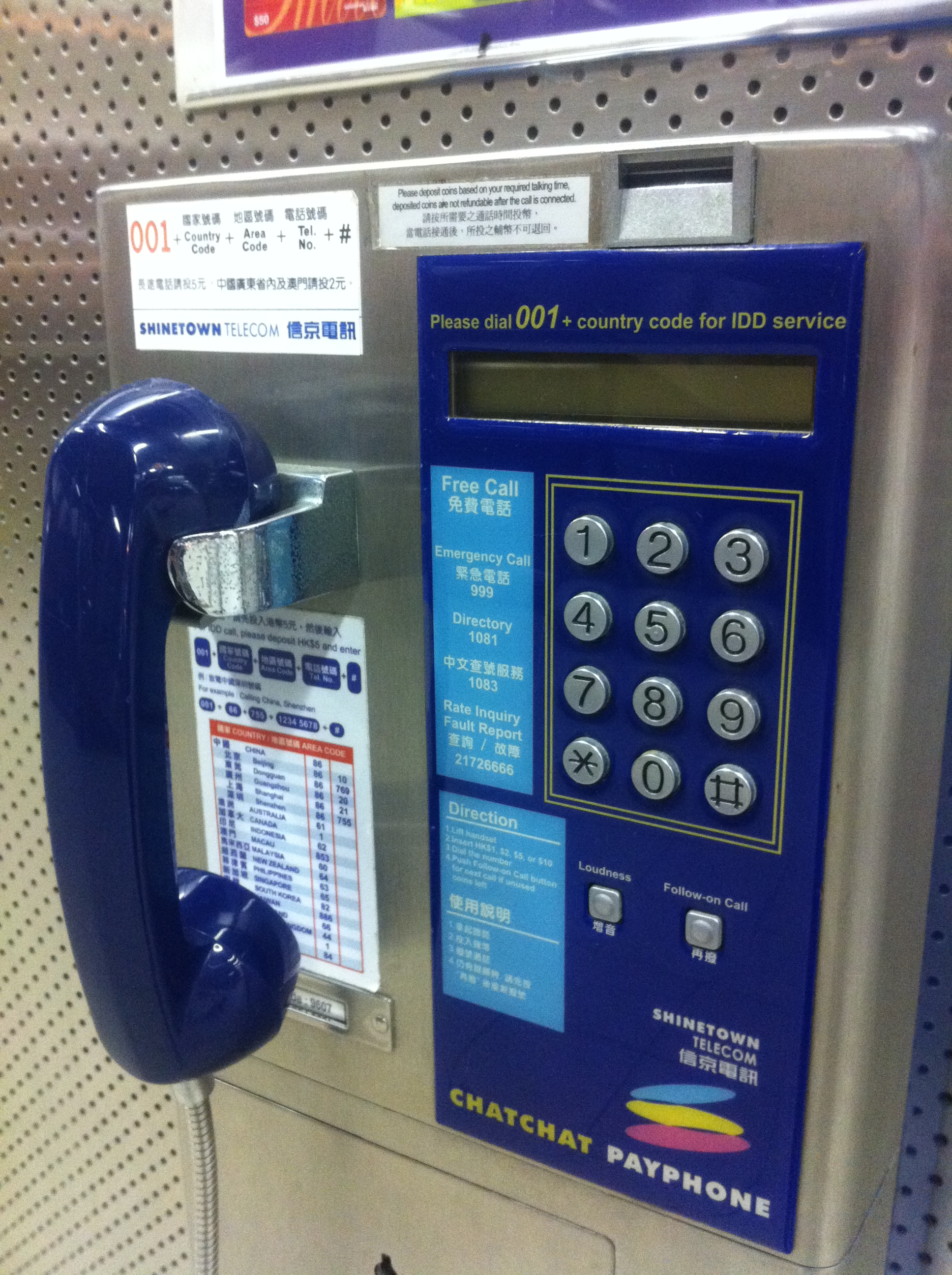
Telefone público em Hong Kong.
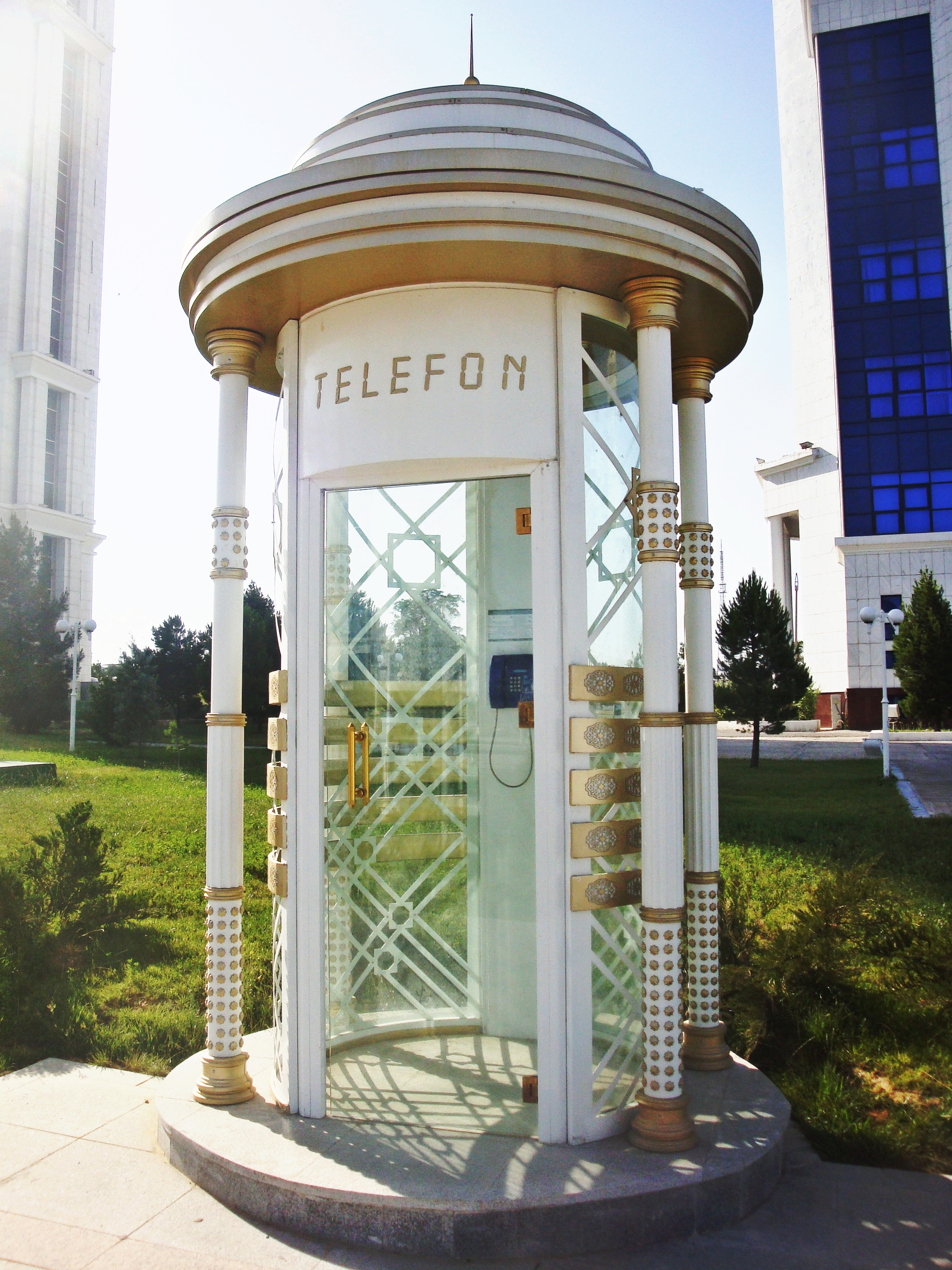
Telefone público em Ashgabat.
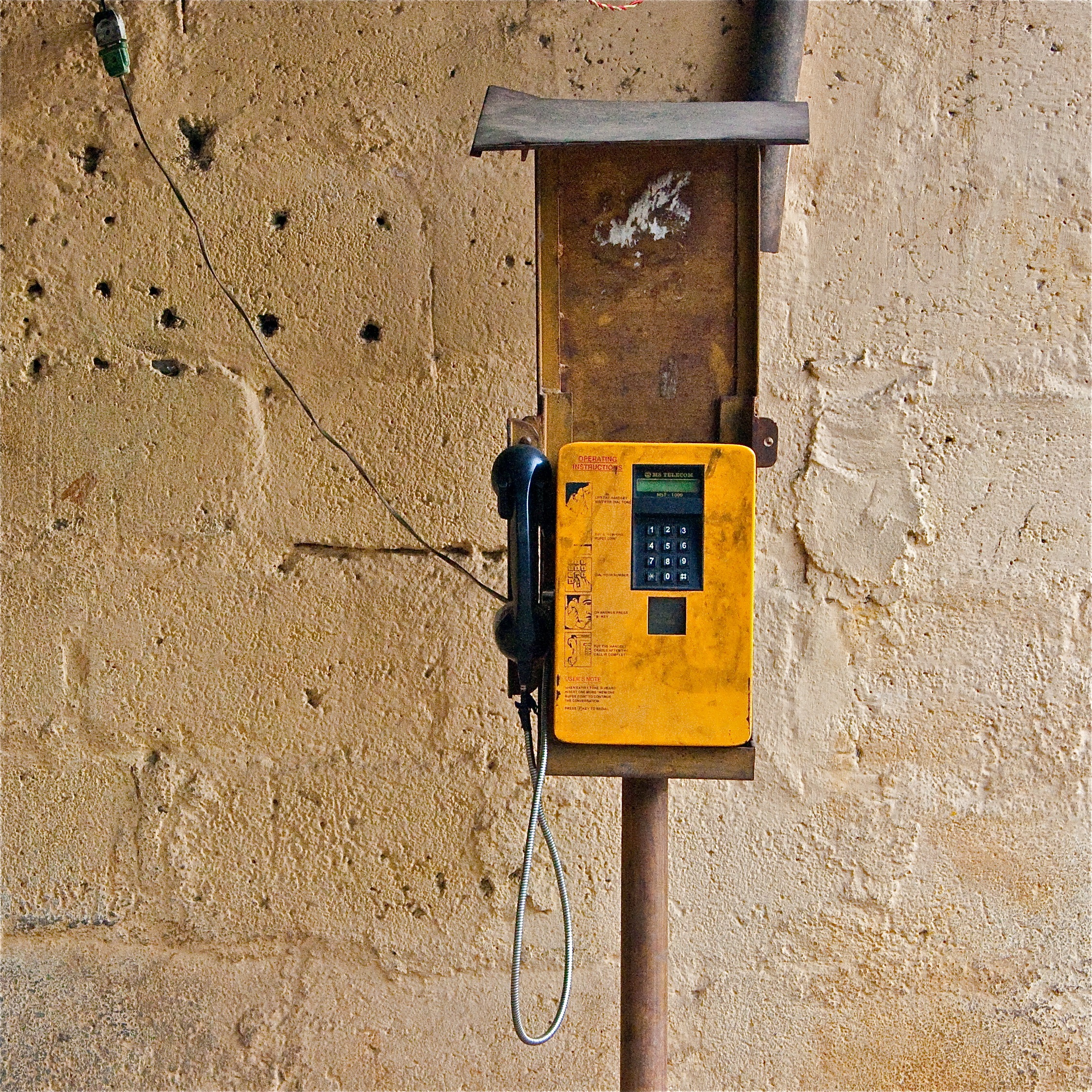
Um telefone público na Índia.
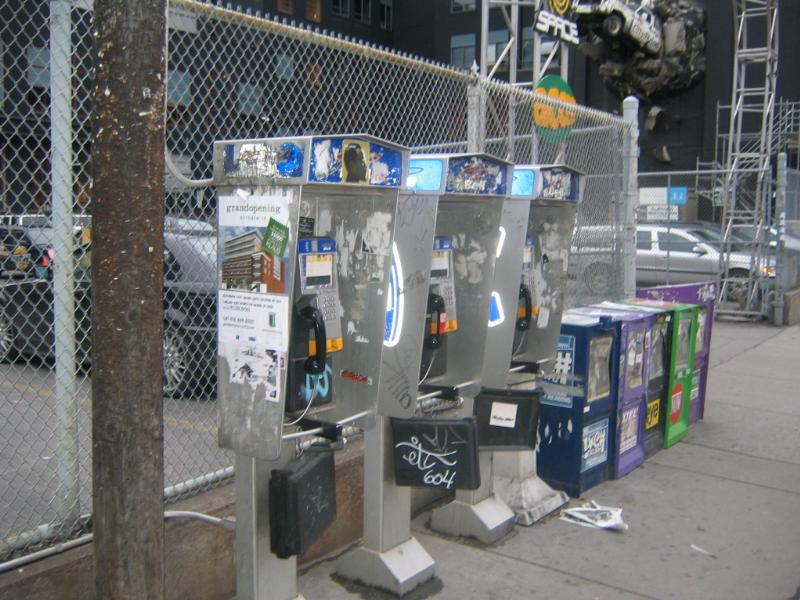
Telefones públicos em Toronto cobertos de pichações e avisos.
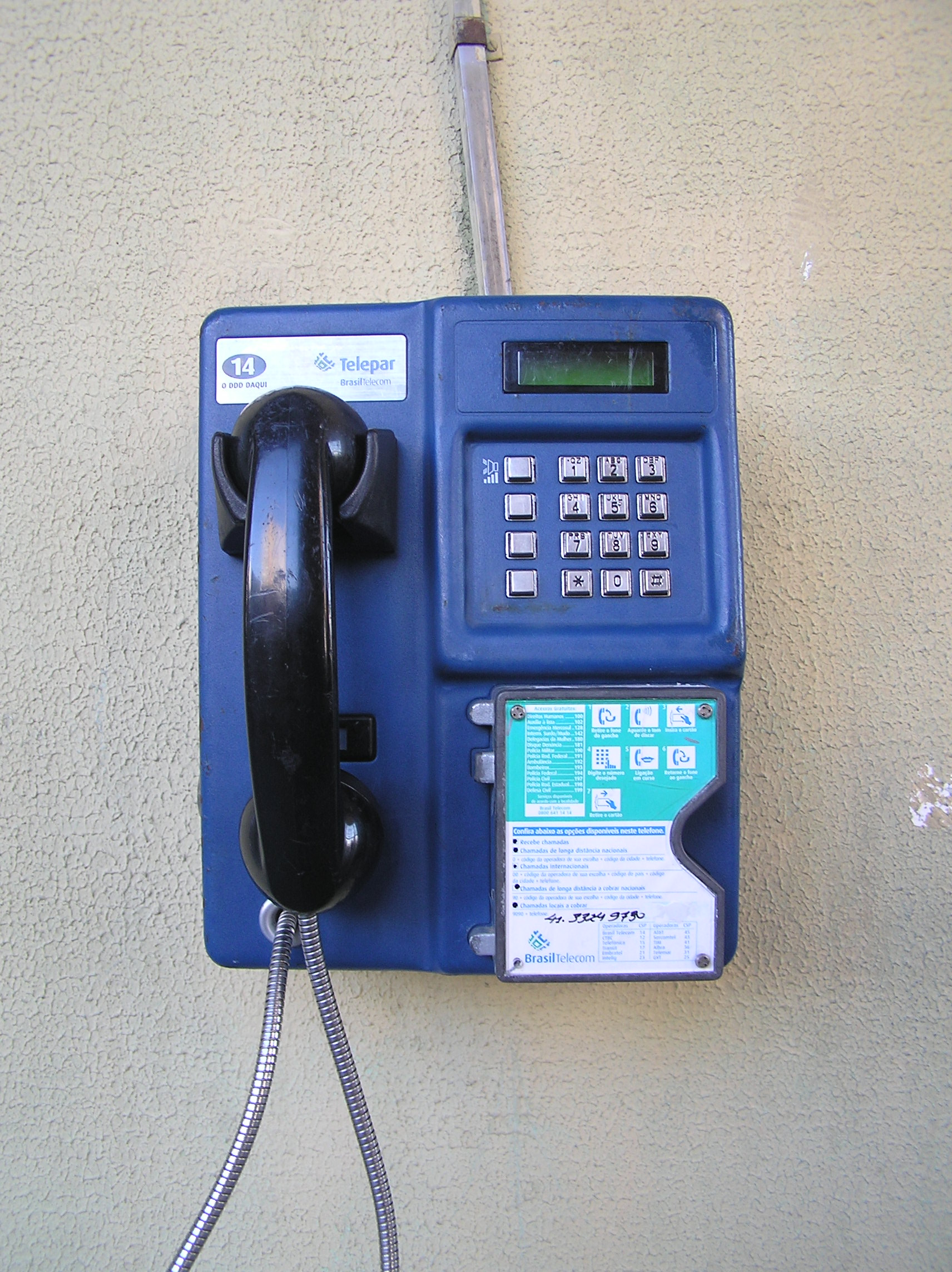
Um típico telefone público brasileiro, na cidade de Curitiba.
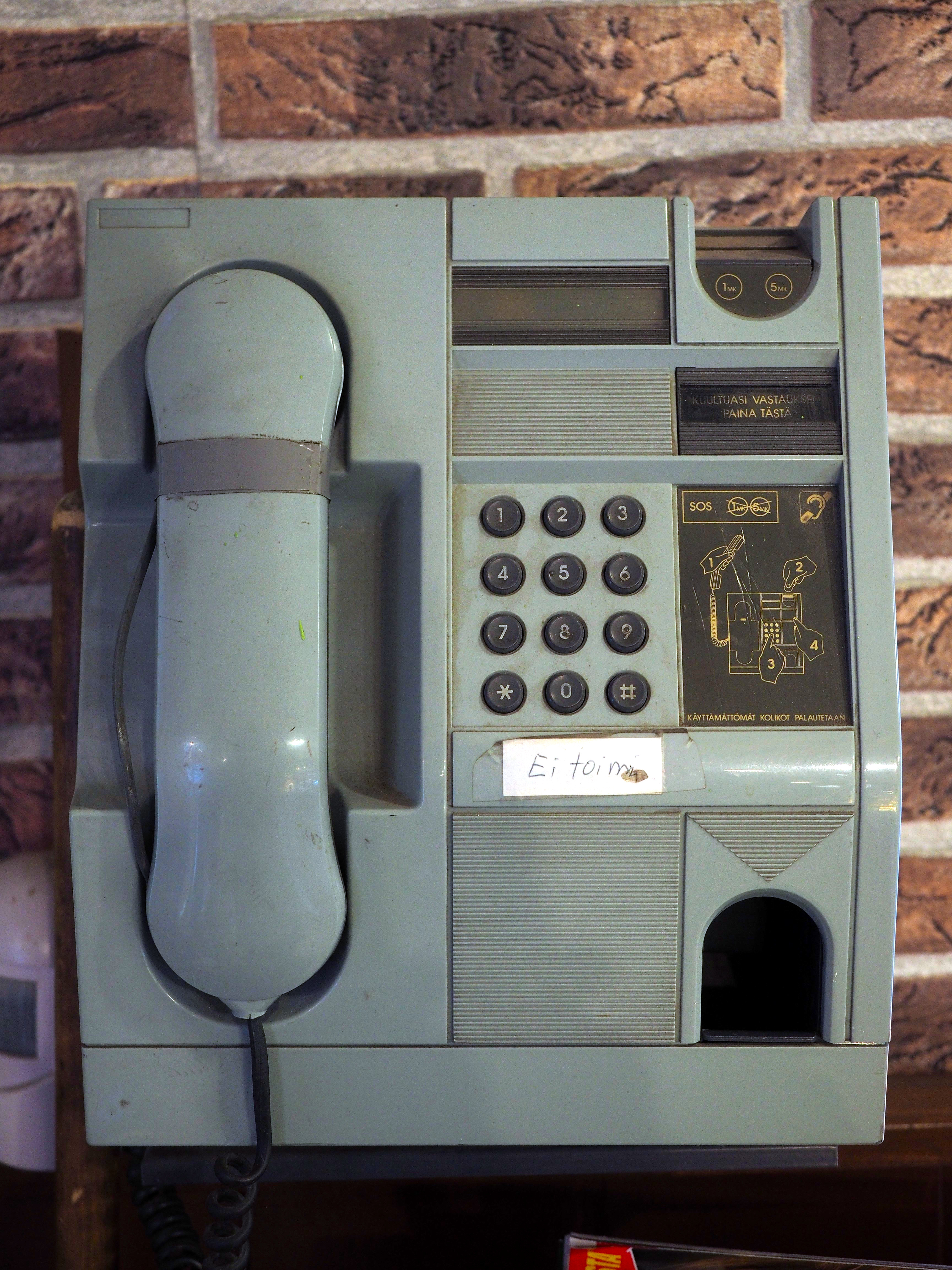
Este telefone público finlandês tem um adesivo que diz "ei toimi" ("não funciona").
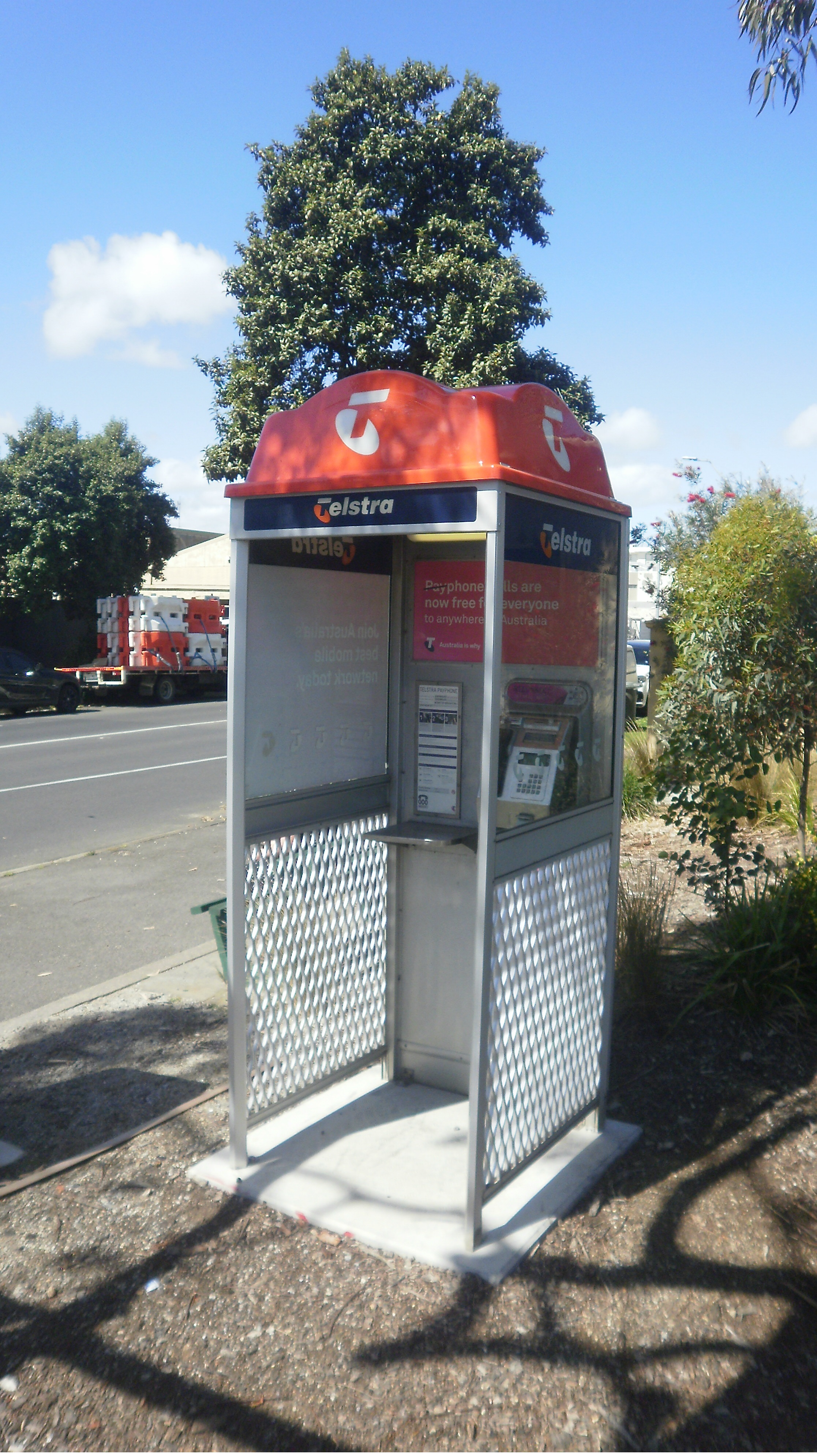
Telefone público na Austrália.
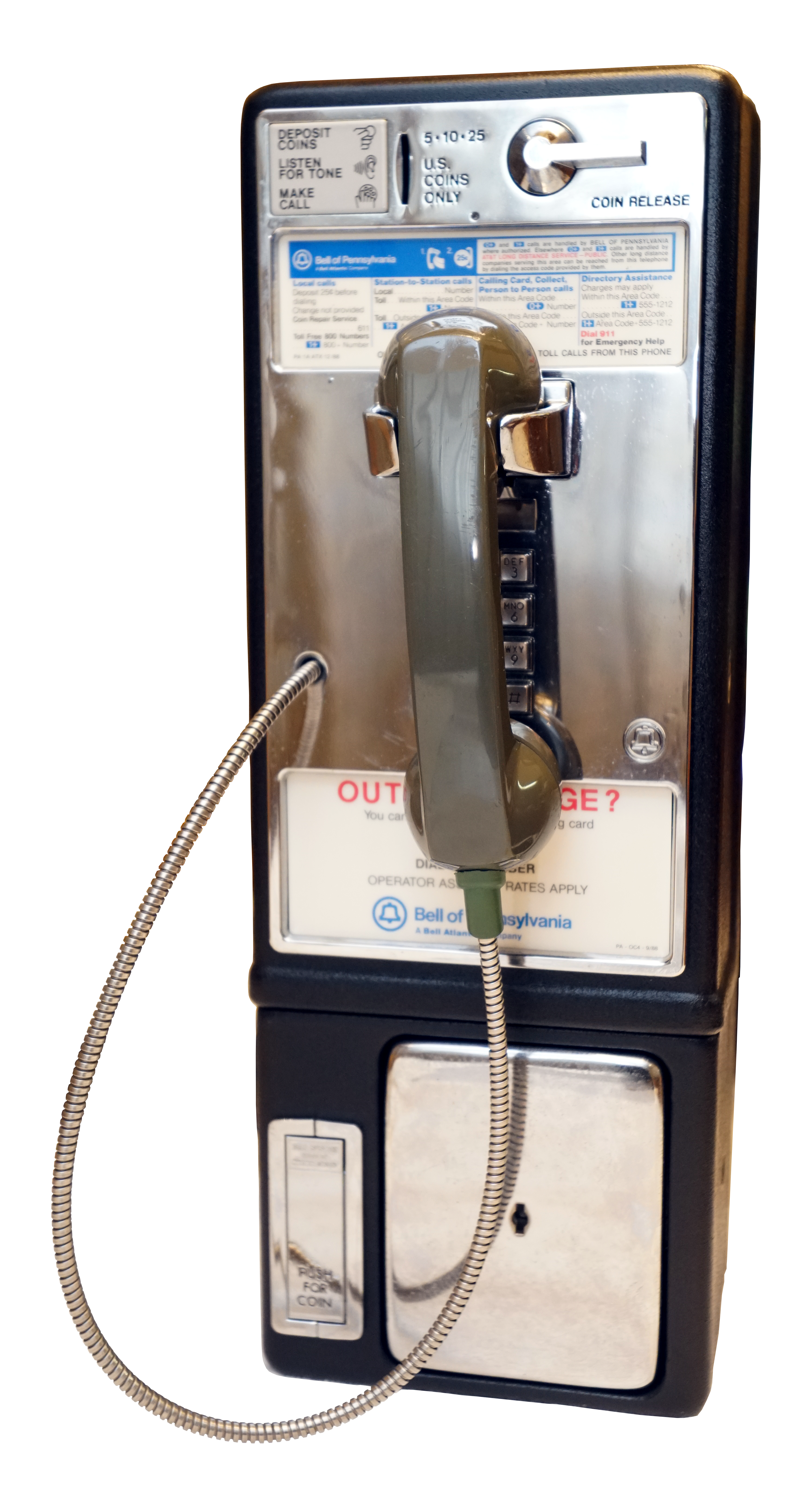
Telefone público 1C - Sistema Bell, feito pela Western Electric, fabricado em julho de 1979. Usado nos EUA.
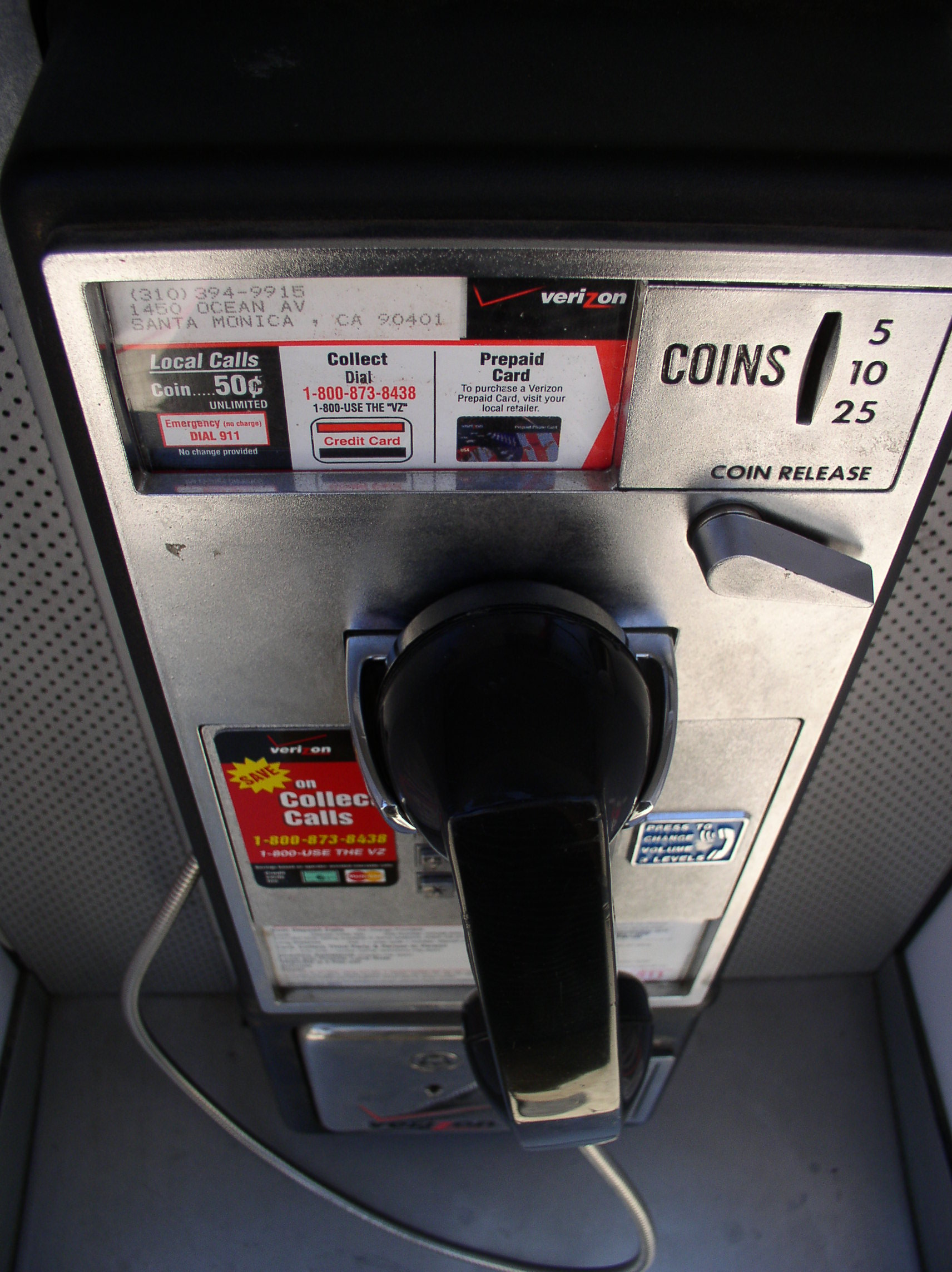
GTE Automatic Electric 120-type single-slot coin phone em Santa Mônica, EUA.
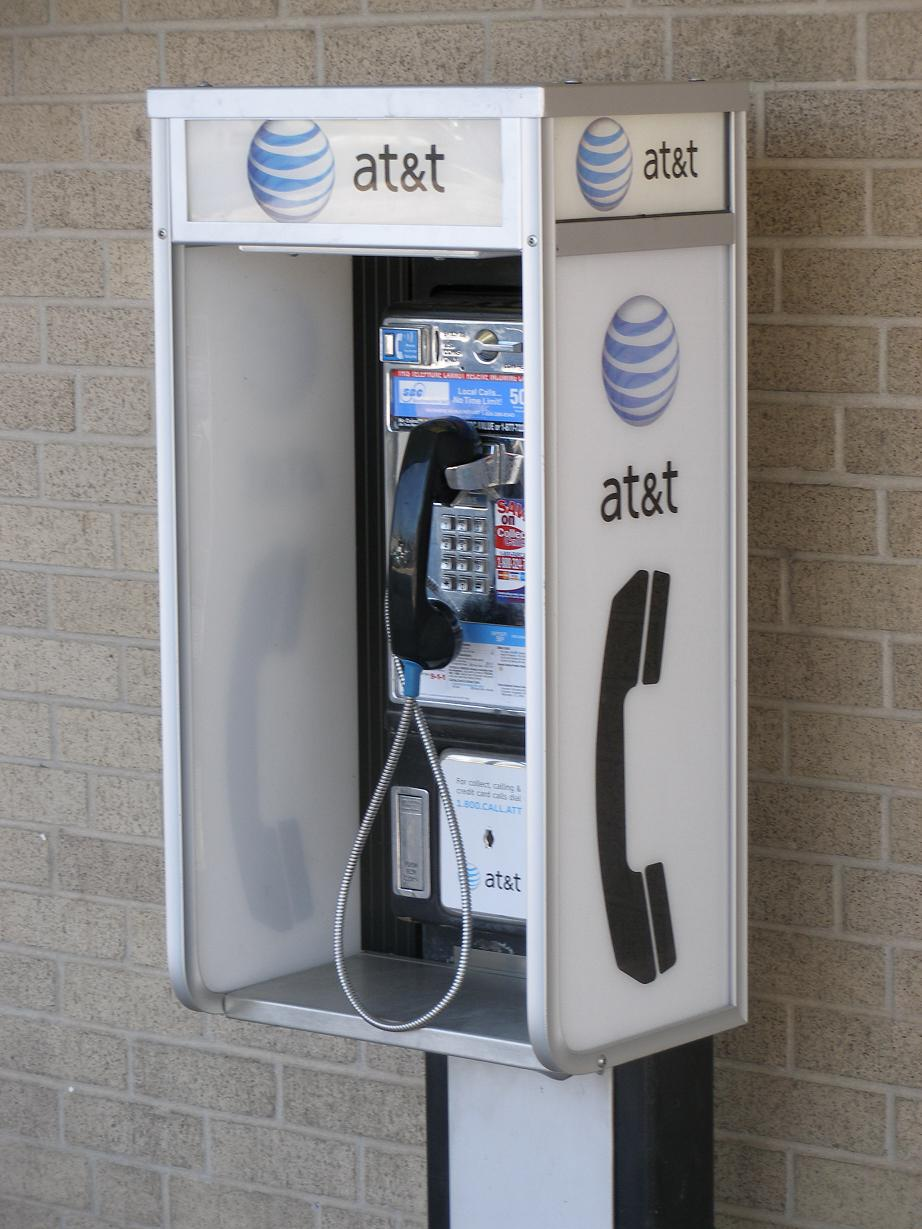
Telefone público da AT&T (Estados Unidos).